# Mário Agostinelli
Mario Morel Agostinelli  (Arequipa, 18 de septiembre de 1915-Río de Janeiro, 16 de agosto de 2000) fue un pintor y escultor peruano radicado en Brasil.
Llegó a Brasil en 1945 e hizo su primera exposición de pintura en el Museu Nacional de Belas Artes (Río de Janeiro), poco después de terminar sus estudios en la Escola Nacional de Belas Artes (Brasil). Después de vivir en Francia y Estados Unidos, ha adquirido la ciudadanía brasileña en 1969.
Algunas de sus obras se exhiben en Riocentro (Río de Janeiro) y una escultura de cuerpo completo del Papa Juan Pablo II se encuentra en frente de la Catedral Metropolitana de Río de Janeiro, y le ha regalado una escultura por el gobierno brasileño para el entonces presidente estadounidense Ronald Reagan.
En 1953 se fundó una de las galerías de arte más importantes de Río de Janeiro, "Le Petite Galerie".